# Eric Varley
Eric Graham Varley, Baron Varley PC (* 11. August 1932 in Poolsbrook; † 29. Juli 2008) war ein britischer Politiker (Labour Party).

## Karriere
Varley war von 1964 bis 1984 Mitglied des House of Commons für den Wahlkreis Chesterfield. Vom 5. März 1974 bis 10. Juni 1975 war er Energieminister und vom 10. Juni 1975 bis 4. Mai 1979 Wirtschaftsminister. Von 1981 bis 1983 war er Schatzmeister der Labour-Partei. Am 30. Mai 1990 wurde er als Baron Varley, of Chesterfield in the County of Derbyshire, zum Life Peer erhoben. Er starb am 29. Juli 2008 im Alter von 75 Jahren an Krebs.